# Ноћни коњаници
Ноћни коњаници је 52. епизода серијала Мали ренџер (Кит Телер) објављена у Лунов магнус стрипу бр. 146. Епизода је изашла у априлу 1975. године, имала 84 странице и коштала 6 динара (0,85 DEM; 0,35 $). Аутор насловнице није познат. (Насловна страница репродукција оригиналне насловнице наредне епизоде.) Издавач је био Дневник из Новог Сада. Ово је први део епизоде која се наставила у ЛМС-147.

## Оригинална епизода
Оригинална епизода под називом Caccia all'uomo (Лов на човека) изашла је у Италији у издању Sergio Bonnelli Editore у марту 1968. године под редним бројем 52. Коштала је 200 лира (1,27 DEM; 0,32 $). Епизоду је нацртао Франческо Гамба, а сценарио написао Андреа Лавецоло. Насловницу је нацртао Франко Донатели.

## Кратак садржај
Дуж границе с Мексиком ноћу јашу мистериозни јахачи са црним капуљачама који плаше локално становништво. Командант утврђења ренџера шање Кита, Френкија и Бренди Џима да испитају ситуацију. Они долазе у Црни брег у потрази за преноћиштем. Власник хотела одбија да их прими, тврдећи да је хотел пун. Али Кит открива да то није истина. Власник признаје да је добио упозорење да су му Ноћни јахачи наредили да не пушта ренџере у хотел. Један од ноћних јахача тајно улази у Китову собу и оставља још једну претећу поруку са захтевом да оду из Црног брега. Сутрадан Кита посећује слуга дон Монтреа, који их позива да буду гости на његовој хацијенди.

## Репризе
Ова епизода поново је објављена у Италији у оквиру If edizione бр. 26. у јулу 2014. године (стр. 101-197). Ова едиција се репризра у Хрватској. Број 26. је изашао у мају 2018. год. под називом Ренџери у засједи. У Србији епизоде Кит Телера још увек нису репризиране.